# Британско-кенийские отношения
Кенийско-британские отношения являются двусторонними отношениями между Кенией и Великобританией. Великобритания, бывший колониальный хозяин Кении, является партнёром Кении во многих областях, особенно в сфере торговли и безопасности (в военной сфере).

## Британская империя
Кения и Великобритания имеют исторические отношения, восходящие к XIX веку. Между 1824 и 1826 годами кенийский портовый город Момбаса находился под британской оккупацией. В 1887 году британцы взяли в аренду 16-километровую полосу на кенийском побережье.
В 1895 году Кения стала частью Протектората Восточной Африки. Кения, как член Британской империи, предоставляла войска во время Первой и Второй мировых войн. В 1920 году регион стал колонией и протекторатом Великобритании. Кения получила независимость от Великобритании в 1963 году и, таким образом, была колонией Великобритании между 1895 и 1963 годами (68 лет).
Между 1963 и 1964 годами страна сохранила Елизавету II в качестве главы государства и королевы Кении. Королеву представлял в Кении генерал-губернатор Малькольм Макдональд. Премьер-министром Кении был Джомо Кениата. В 1964 году Кения стала республикой с президентом в качестве главы государства.
Елизавета II посещала Кению четыре раза, в 1952, 1972, 1983 и 1991 годах.

## После обретения независимости
После жестокой борьбы за независимость Кения и Великобритания поддерживали тёплые отношения. В какой-то момент Великобритания считалась самым значительным союзником Кении на Западе. Великобритания предоставляла экономическую и военную помощь Кении.
После избрания Ухуру Кениаты президентом Кении Великобритания попыталась дипломатически дистанцироваться от Кении, так как Международный уголовный суд (МУС) предъявил обвинение Кениате в преступлениях и насилии после выборов 2007 года. После избрания Ухуру Кениаты в качестве президента, верховный комиссар Великобритании Кристиан Тёрнер заявил, что Великобритания будет иметь дело с Кенией только по основным вопросам бизнеса.
В 2014 году дело Кениаты в МУС было прекращено.
В настоящее время отношения между двумя странами остаются дружественными.

## Военное сотрудничество
Британская армия тренирует войска в Кении для подготовки к операциям в таких странах, как Афганистан. Подразделение известно как учебное подразделение британской армии Кения (BATUK). Это постоянное учебное подразделение с базами в Кахаве, Найроби (меньшая единица) и Нанюки. BATUK оказывает материально-техническую поддержку выездным подразделениям британской армии. Он состоит из 56 постоянных сотрудников и подкрепления из 110 человек.
Соглашение с правительством Кении позволяет шести пехотным батальонам ежегодно проходить подготовку в Кении, а учения продолжаются шесть недель. Есть также три подразделения Королевской инженерной эскадрильи, которые выполняют проекты гражданского строительства, и две группы медицинских компаний, которые оказывают первичную медицинскую помощь гражданскому сообществу.
По словам представителя британского министерства обороны, Великобритания имеет давние взаимовыгодные оборонительные отношения с Кенией. Войска обучаются в Кении в рамках 40-летнего соглашения о военном сотрудничестве.
Около 10 000 британских солдат обучаются в Кении ежегодно. Войска также помогают предотвратить браконьерство носорогов и слонов, и способствуют пополнению в размере 2,5 миллиарда кенийских шиллингов (58 миллионов фунтов стерлингов) в экономику Кении ежегодно.

## Культура
Кения имеет большое англоязычное население; один из официальных языков Кении — английский. В Кении левостороннее движение, эта практика сохранилась со времён, когда страна была британской колонией. В Кении 25 000 британских граждан. Более 200 000 британцев посещают Кению ежегодно. Кения также является членом Содружества наций.

## Торговля
Двусторонняя торговля между странами превышает 139 млрд кенийских шиллингов (1 млрд фунтов стерлингов).
Великобритания также является одним из крупнейших инвесторов в Кении, Vodafone владеет пакетом акций крупнейшей в Кении фирмы по электронным платежам Safaricom. Великобритания также является основным покупателем кенийской плодоовощной продукции. Великобритания импортирует 8,5 % кенийских товаров, а 3,4 % британских товаров составляют кенийский импорт. Великобритания была крупнейшим источником прямых иностранных инвестиций в Кении, однако в настоящее время лидером по данному показателю является Китай.
Великобритания намерена удвоить товарооборот с Кенией в ближайшие годы.

## Дипломатические миссии
- У Кении имеется посольство в Лондоне.[9]
- Посольство Великобритании в Кении расположено в Найроби.[10]